# موزير (شركة زجاج)

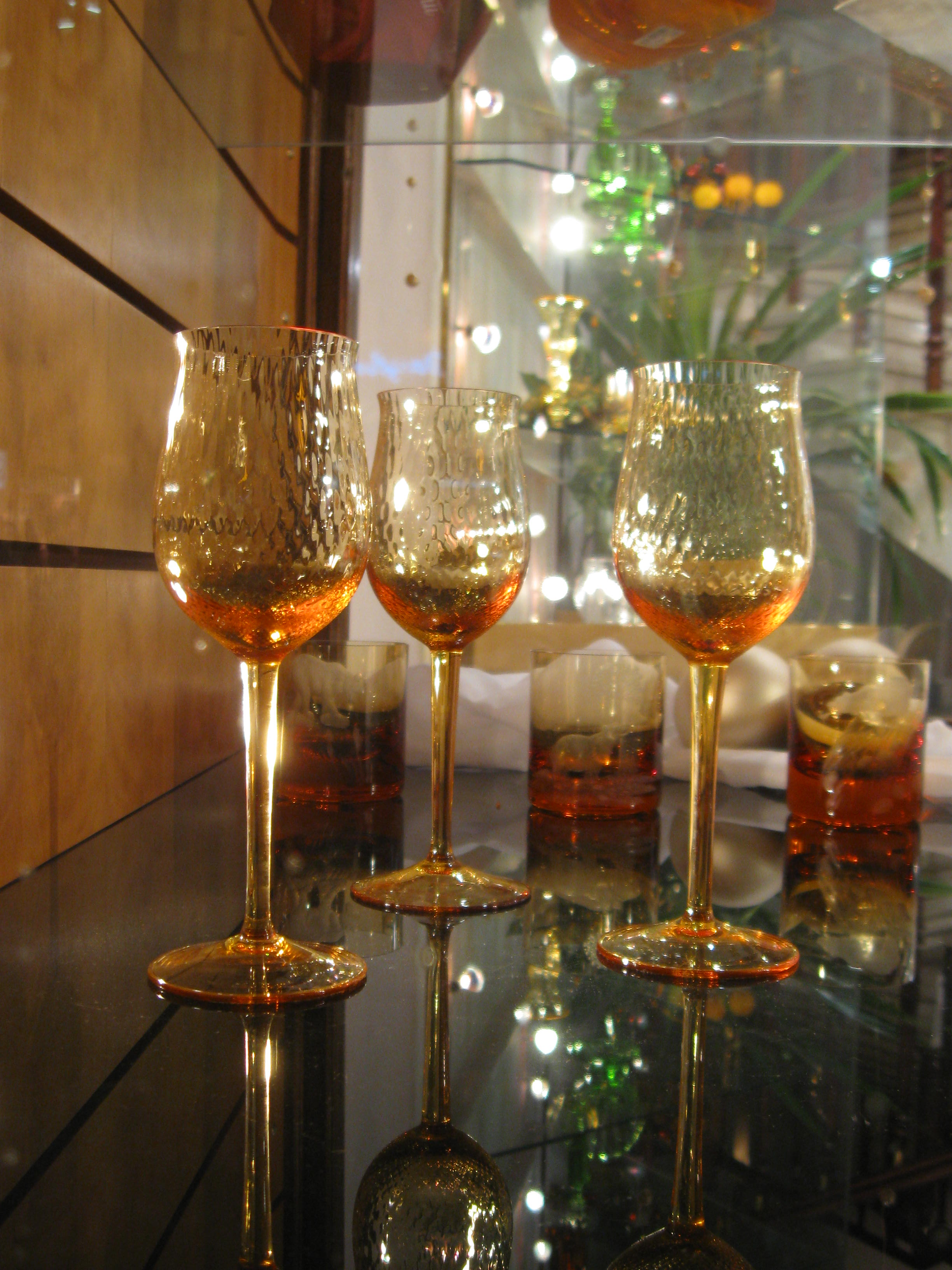
زجاج للنبيذ من أنتاج موزير

موزير أ. س.، شركة لتصنيع الزجاج الفاخر تقع في كارلوفي فاري في جمهورية التشيك، في كارلسباد التي كانت تقع في بوهيميا في الإمبراطورية النمساوية المجرية. تشتهر الشركة بتصنيع زجاج ستيمواي والأواني الزجاجية الزخرفية (كالمزهريات، والمنافض والشمعدانات والهدايا الزجاجية والنقوش الزجاجية الفنية المختلفة. واستخدمت في كل مكان من القصور إلى المطاعم المحلية. منذ البدايات عام 1857، تطوّرت أعمال الشركة من مجرد ورشة للتلميع والحفر لتصبح من أكبر مصانع الزجاج الخالي من الرصاص التي استمرت في العمل خلال القرن العشرين ولا تزال تنتج حتى الآن.

## التاريخ

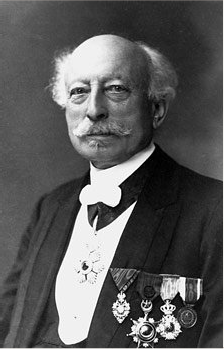
المؤسس لودفيغ موزير عام 1901

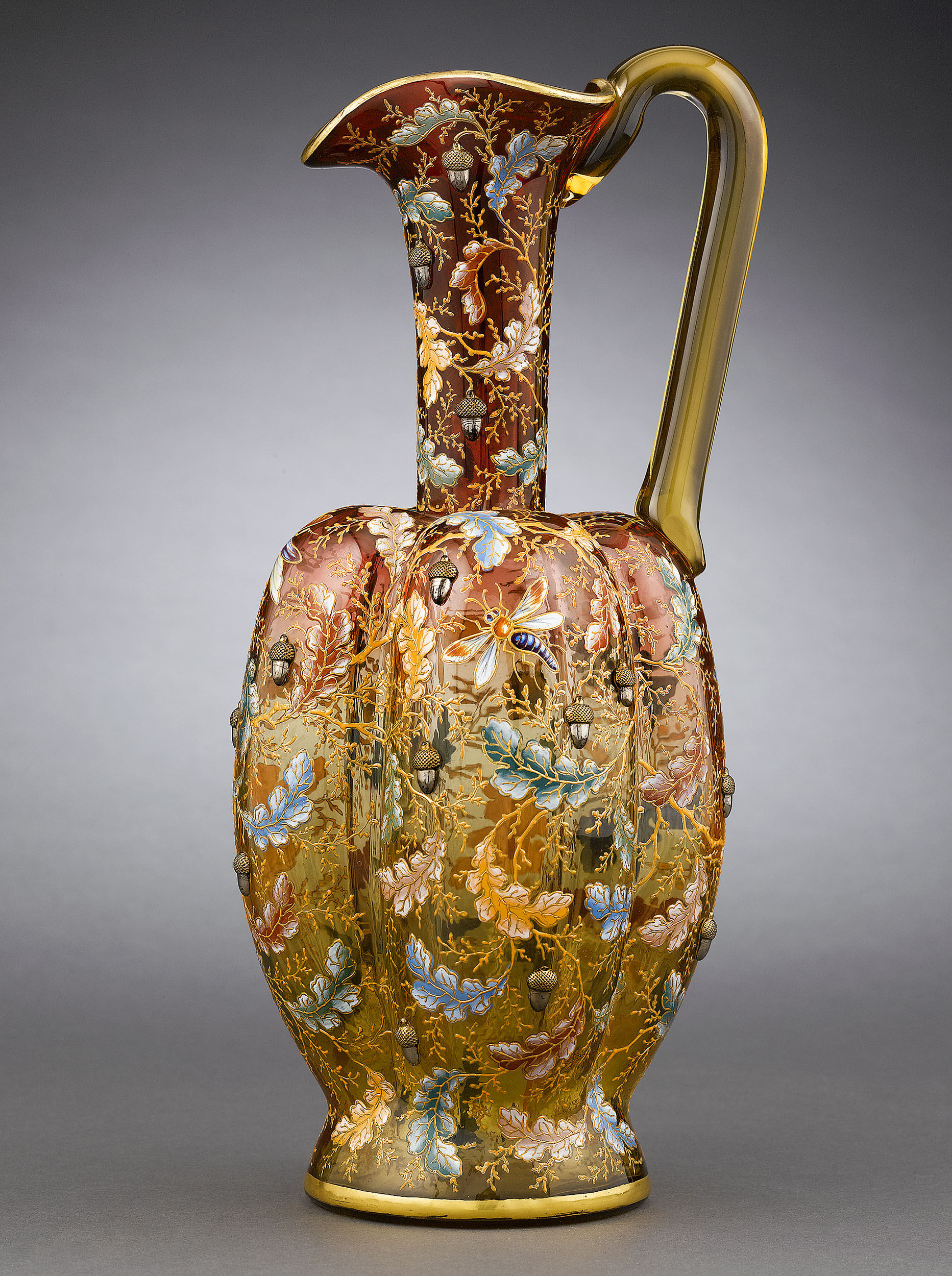
إبريق زجاج أمبيرينا إنتاج موزير، تعود لحوالي عام 1880

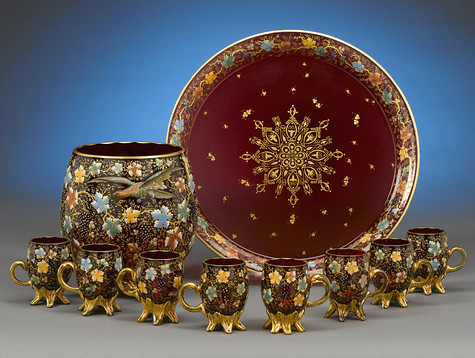
وعاء روبي من الزجاج من صنع موزير. تعود لحوالي عام 1880

أنشأت شركة لودفيغ موزير وسوهين الأصلية عام 1857 في كارلوفي فاري، كورشة للزجاج، حيث بدأت في تلميع وحفر الزجاجات الفارغة؛ ثم بدأت الشركة في وقتٍ لاحق بتصميم وصنع منتجات الزجاج الفني الخاص بها. في معرف فيينا الدولي عام 1873، حصلت على ميدالية الجدارة، وفي العام نفسه، تم تعيين الشركة كمورد حصري للزجاج إلى الإمبراطور فرانز جوزيف الأول. حصلت الشركة على العديد من الجوائز الأخرى في السنات التالية، منها ميداليات في معارض عالمية في باريس أعوام 1879، 1889، 1900 والمعرض العالمي في شيكاغو عام 1893. استولى لودفيغ مصنعاً للزجاج في مييرهوفين بي كارلسبارد عام 1893 لينشئ مصنعاُ للزجاج بكامل الخدمات عمل فيه 400 شخص، حيث عمل فيه أيضاً أبناؤه غوستاف ورودولف.
عام 1904، تلقى موزير أمراً من البلاط الملكي لامبراطور النمسا، وأصبح بعد أربع سنوات مورّداً لإدوارد السابع ملك المملكة المتحدة. عام 1915، عرضت الشركة منتجاتها في المعرض بنما والمحيط الهادئ الدولى عام 1915، وحصلت على ميدالية، وقد صرّح لويس كومفورت تيفاني وتشارلز توثيل]] بأنها مستحقة عن جدارة نظراً لجودة الزخارف الزجاجية المنفّذة على الزجاج البوهيمي الملون. أنتجت موزير قطعاً زجاجية من الفن الجديد ذا زخارف سطحية بموضوعات طبيعية وزجاج شبكي بسيط. كما استخدموا تقنية إكينتيفغرافور باستخدام قطع عميق حاد لأشكال الزهور.

## ملك الزجاج، زجاج الملوك
يرتبط الشعار «ملك الزجاج، زجاج الملوك» بالشركة نظراً لزبائنها المشهورين، كإدوارد السابع ملك إنجلترا، والبلاط الملكي النمساوي وبيوس الحادي عشر والسلطان عبد الحميد الثاني., الملك لويس الأول ملك البرتغال وزوجته ماريا بيا من سافوي.

## في الوقت الحاضر

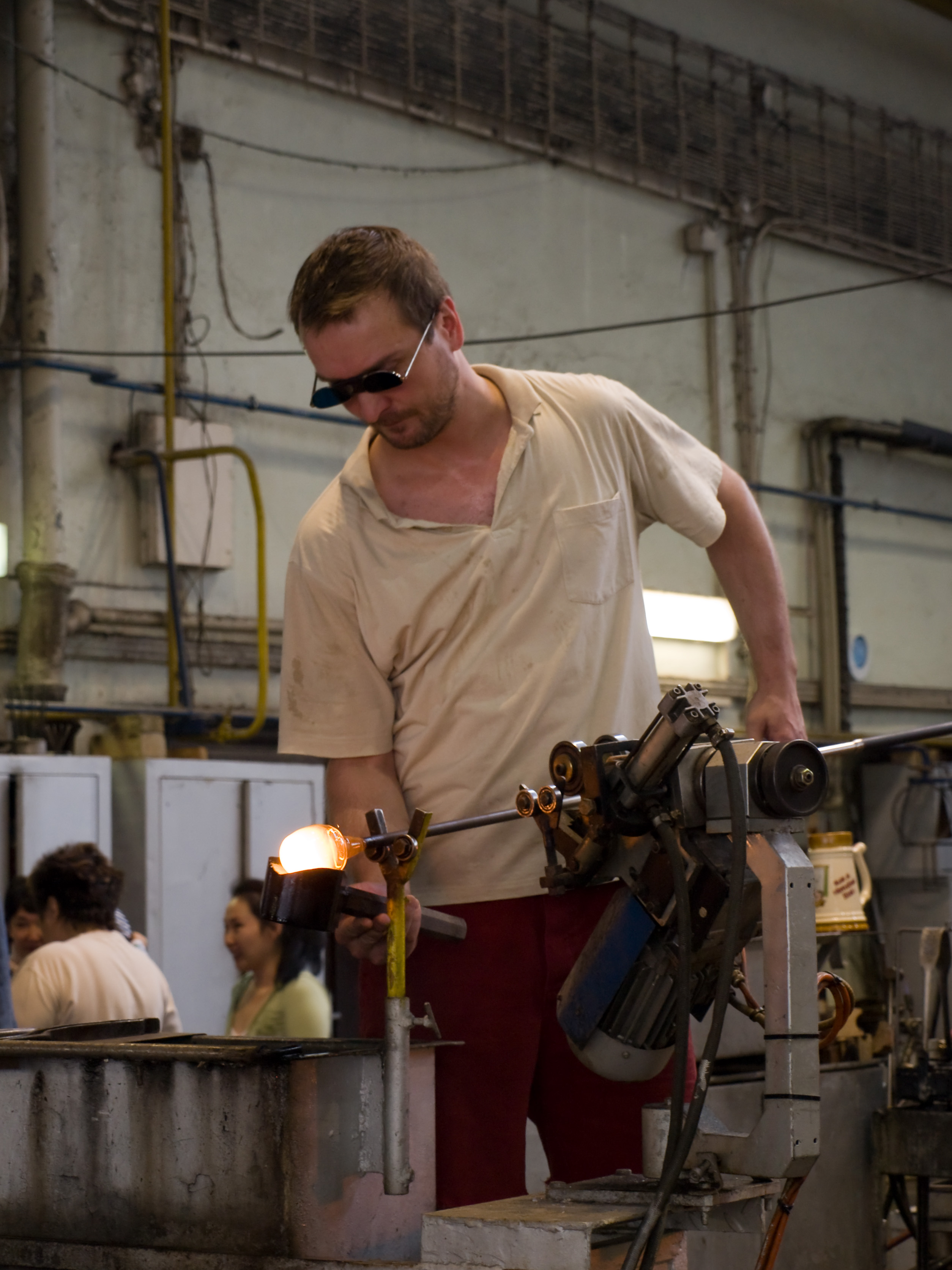
صانع زجاج موزير عام 2011

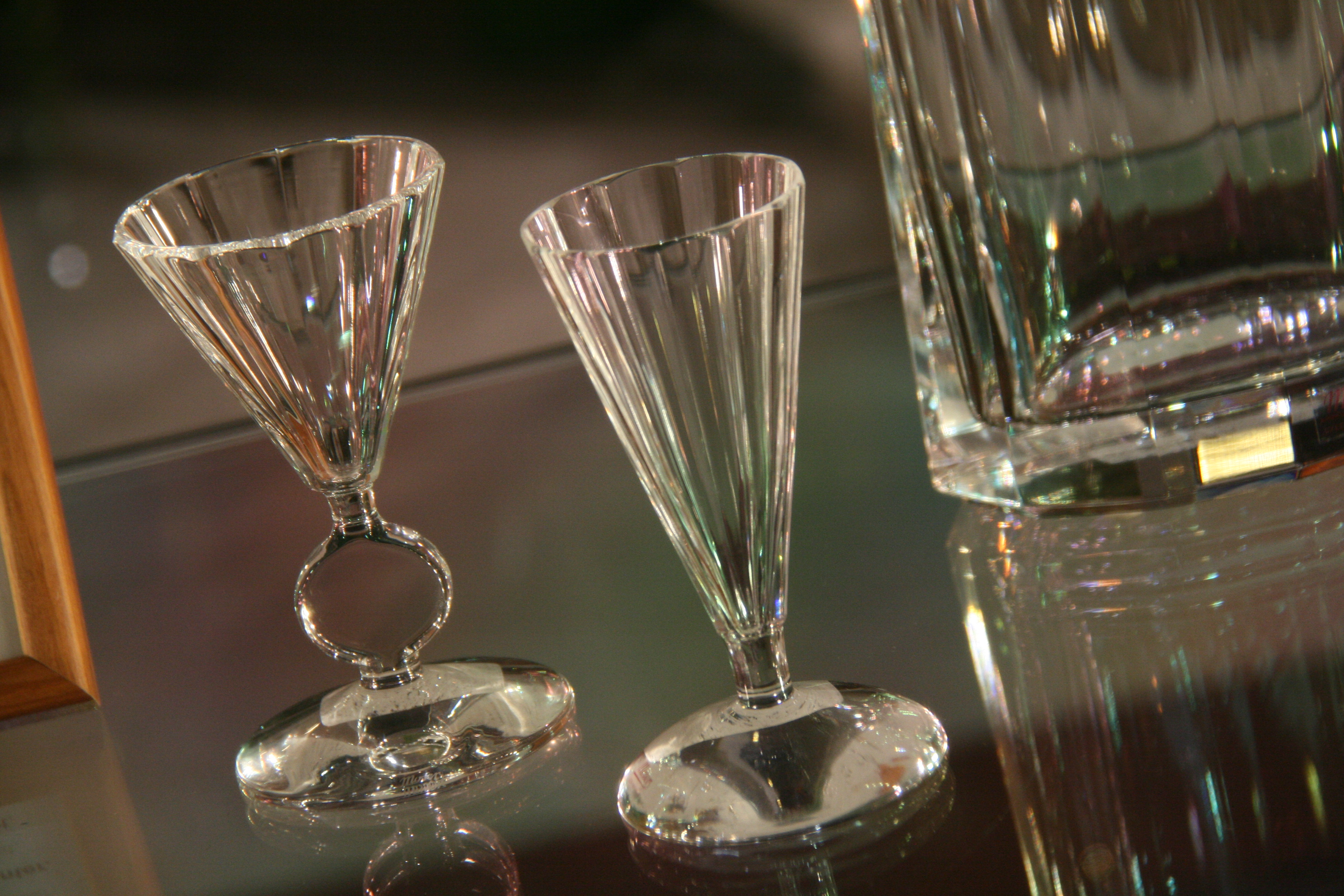
زجاجات من صنع موزير

طوّر لودفيغ موزير زجاجاً خالياً من الرصاص والصوديوم-البوتاسيوم أكثر صداقة للبيئة من الزجاج الرصاصي لكنه صلب للغاية، وهو أساس جميع منتجاتها لا تزال شركة موزير تنتج تصاميم «فيبوب» الكلاسيكي. يعرض متحف المصنع قصة الشركة التي تمتد على مدار 150 عاماً بأكثر من 2000 قطعة معروضة مع أفلام وثائقية وأدلة صوتية. إضافة إلى أربع مواقع تجارية تبيع بالتجزئة في جمهورية التشيك، تملك الشركة متجرين في براغ وآخرين في مدينة كارلوفي فاري، فضلاً عن عدد كبير من متاجر التجزئة في العالم. افتتحت شركة موزير فرعاً للتوزيع في الولايات المتحدة في فرجينيا الشمالية عام 1957.